# Campor Barat
Campor Barat is een bestuurslaag in het regentschap Sumenep van de provincie Oost-Java, Indonesië. Campor Barat telt 2318 inwoners (volkstelling 2010).